# Strijkkwintet nr. 3 (Dvořák)
Het Strijkkwintet in E ♭ majeur, Op. 97, B. 180, werd gecomponeerd door Antonín Dvořák tijdens de zomer die hij doorbracht in Spillville, Iowa in 1893 . Het is een "Altvioolkwintet" in die zin dat het is geschreven voor strijkkwartet met een extra altviool. Dvořák heeft het stuk in iets meer dan een maand voltooid, direct nadat hij zijn American String Quartet had geschreven. Zowel in het kwartet als in het kwintet is Dvořáks Boheemse idioom met Amerikaanse inspiraties duidelijk terug te horen. Het kwintet ging op 13 januari 1894 in première door het Kneisel Quartet in New York, samen met de tweede uitvoering van het kwartet. Het werd zeer positief beoordeeld en vergeleken met Mozart. Een recensent merkte op dat het kwintet van het soort was waarover een commentator een klein boek kan schrijven zonder zijn bewondering uit te putten of hun schoonheden volledig te beschrijven. 
In een uitgebreide analyse voor de Chamber Music Society of Lincoln Center toont Bruce Adolphe  de invloed van pentatonische toonladders op het kwintet, suggereert dat de ongebruikelijke percussieve opening van het Scherzo (tweede deel) mogelijk verband houdt met tribale muziek die Dvořák hoorde in Spillville, en merkte ook op dat het thema van het derde deel mogelijk verband houdt met Dvořáks bekende interesse in het creëren van een nieuw Amerikaans volkslied. 

Het strijkkwintet bestaat uit vier delen :
1. Allegro non tanto (E-flat major)
2. Allegro vivo (B major)
3. Larghetto (A-flat minor → A-flat major), in double variation form.[4]
4. Finale. Allegro giusto (E-flat major)